# Arturo Durazo Moreno
Arturo "El Negro" Durazo Moreno (Cumpas, 1924 - Acapulco, 5 augustus 2000) was een Mexicaanse politiechef die berucht was vanwege zijn enorme corruptie.
Durazo was afkomstig uit een familie van bescheiden uit de staat Sonora en verhuisde in zijn jeugd naar Mexico-Stad. Hij woonde in de wijk Roma, waar hij de later president José López Portillo bevriendde. Hij studeerde aan het Nationaal Polytechnisch Instituut en ging na zijn studie werken bij de Mexicaanse Centrale Bank. Van 1948 tot 1950 was hij werkzaam als inspecteur van het vervoer van Mexico-Stad en in 1950 nam hij dienst bij het Federaal Veiligheidsdirectoraat (DFS), Mexico's geheime politie. In de jaren 50 en 60 maakte hij waarschijnlijk deel uit van de 'witte brigade', in feite een doodseskader die politieke tegenstanders van de Mexicaanse regering uit de weg moest ruimen.
In 1976 werd hij door López Portillo tot politiechef van Mexico-Stad benoemd. Op dat moment werd hij al in de Verenigde Staten gezocht wegens drugshandel. Kort na López Portillo's verkiezing deed de Communistische Liga 23 September een poging Margarita López Portillo, de zuster van López Portillo, te ontvoeren, een poging die mislukte mede door het optreden van Durazo. Hierdoor kreeg hij direct veel aanzien, en kon hij de rest van López Portillo's regeringsperiode ongestraft zich te buiten gaan. Uit zijn periode als politiechef zijn tal van anekdotes bekend, en zijn corruptie was haast legendarisch. Ondanks zijn lage salaris wist hij twee luxe buitenhuizen te bouwen, een op de flanken van de Ajusco en een bij Zihuatanejo, geheel op kosten van de overheid en gebouwd door agenten tijdens werktijd. Verder wist hij door overvallen, afpersing en drugshandel een klein fortuin bij elkaar te verdienen. Marteling van verdachten werd routine bij de politie van de hoofdstad, een groot deel van degenen die gemarteld werden bleken in het geheel niet schuldig te zijn aan wat voor misdaad dan ook, maar Durazo gebruikte hun verklaring om zichzelf te verrijken en bevriende criminelen op vrije voeten te houden.
Ook Durazo's zoon, bijgenaamd "Yoyo", stond bekend om zijn gewelddadige en criminele gedrag, en wanneer zijn slachtoffers poogden hem aan te klagen leidde dat er meestal toe dat zij zelf in de gevangenis belandden. Hij stond bekend om zijn drugsgebruik en meerdere keren veroorzaakte Yoyo verkeersongelukken waarbij doden vielen. Een aantal keer vermoordde hij zelfs mensen, van wie hij vond dat zij hem voor de voeten liepen. Wegens de invloed van zijn vader bleef hij echter altijd buiten schot van de rechter.
In 1978 werden voormalig gouverneur van Nayarit Gilberto Flores Muñoz en zijn echtgenote bruut vermoord in hun huis, hoogstwaarschijnlijk wegens een roofoverval uitgevoerd door een vriend van Durazo. Durazo wist echter het onderzoek te frustreren, en liet uiteindelijk een kleinzoon van Flores voor de moord veroordelen. In een ander berucht incident uit 1982 werden bij de uitgang van een rioleringsbuis in Atotonilco de Tula door medewerkers van het Rode Kruis dertien lichamen gevonden van mannen die met machetes en pistoolschoten om het leven werden gebracht. Het bleek te gaan om twaalf Colombiaanse bankovervallers en hun Mexicaanse taxichauffeur die in het verleden door Durazo waren ingehuurd en al een half jaar vermist waren. Nadat Durazo had besloten hen niet meer nodig te hebben liet hij hen vermoorden, om te voorkomen dat uit zou lekken dat hij hen had ingehuurd.
Durazo ontwikkelde een persoonlijkheidscultus, zo liet hij zich benoemen tot divisiegeneraal en kreeg hij een eredoctoraat in de rechten, hoewel hij in het geheel geen militaire of juridische verdiensten had.
Aan het eind van zijn en López Portillo's termijn probeerde López Portillo hem uit de handen van justitie te houden door hem senator te maken, wat hem juridische onschendbaarheid zou opleveren. Dit mislukte echter en Durazo werd gedwongen te vluchten. In 1984 werd hij opgepakt in Puerto Rico en uitgeleverd aan Mexico. Hij werd tot 16 jaar gevangenisstraf veroordeeld wegens meervoudige moord, het illegaal bezitten van vuurwapens, belastingontduiking en afpersing. President Miguel de la Madrid liet intussen al zijn bezittingen confisqueren. Zijn buitenhuis in Zihuatanejo werd omgebouwd tot een 'museum voor corruptie'. José González González, een van zijn voormalige medewerkers, publiceerde een boek over zijn wandaden, Lo negro del Negro Durazo (Het zwarte van de Zwarte Durazo), dat een bestseller werd.
In 1992 werd hij vervroegd vrijgelaten en de rest van zijn straf werd omgezet in een voorwaardelijke straf. Hij overleed in 2000. Over zijn bezittingen is nog steeds juridisch getouwtrek gaande.
- International Standard Name Identifier: 0000 0004 4596 505X
- Library of Congress Control Number: n84077925
- Système universitaire de documentation: 165925892
- Virtual International Authority File: 314846791
- WorldCat: E39PBJtrTM6gtpvH6jG9BqW7HC